# Tetsuo: The Bullet Man
Tetsuo: The Bullet Man è un film del 2009 diretto da Shin'ya Tsukamoto.
È il terzo capitolo di una trilogia di cui fanno parte Tetsuo (1989) e Tetsuo II: Body Hammer (1992); tutti scritti, prodotti, montati, diretti ed interpretati da Shin'ya Tsukamoto.
Presentato in concorso al Festival di Venezia nel 2009, è il primo film del regista ad essere stato girato in lingua inglese.

## Trama
Anthony - di padre americano e madre giapponese, entrambi scienziati - vive a Tokyo con sua moglie Yuriko e suo figlio Tom. 
Un giorno, di ritorno da una visita al padre Ride, Anthony assiste impotente all'omicidio di Tom, investito da un'auto: l'assassino si scoprirà essere Yatsu, feticista dei metalli. La morte del figlio scatena in Anthony una collera che lo porta ad una fantascientifica metamorfosi fisica e caratteriale, con il suo corpo che si tramuta nell'arco di poche ore in una micidiale arma di distruzione. 
Fuggito di casa e con la polizia che lo vuole eliminare, Anthony si mette sulle tracce di Yatsu e scoprirà che la sua trasformazione è frutto di una serie di rivoluzionari e segreti esperimenti governativi volti alla realizzazione di esseri perfetti, metà umani, metà androidi (il Tetsuo Project); a questi esperimenti avevano collaborato anche suo padre Ride e sua madre Mitsue, defunta da molti anni.